# Ischnotoma (Ischnotoma) silvai
Ischnotoma (Ischnotoma) silvai is een tweevleugelige uit de familie langpootmuggen (Tipulidae). De soort komt voor in het Neotropisch gebied.